# Oscar Deutsch
Oscar Deutsch (* 12. August 1893 in Birmingham; † 5. Dezember 1941 in London) war ein britischer Filmunternehmer, der in den 1930er Jahren mit den Odeon-Filmtheatern zu einem der bedeutendsten Kinobesitzer des Vereinigten Königreichs aufstieg.

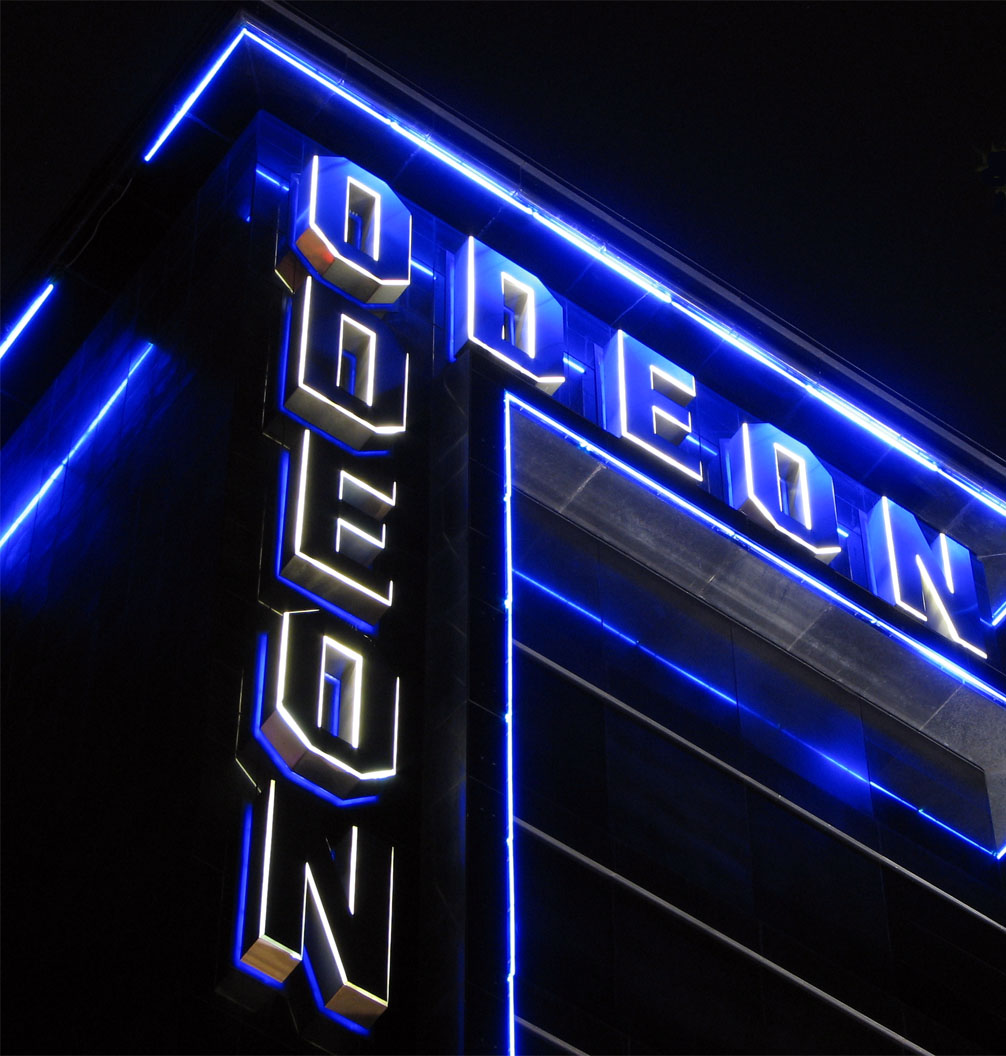
Odeon-Schriftzug des Londoner Kinos „Odeon Leicester Square“ bei Nacht (2007)

## Leben

### Ausbildung und Ausflug zum Film
Oscar Deutsch wurde als Sohn des wohlhabenden Altmetallhändlers Leopold Deutsch im Birminghamer Stadtteil Balsall Heath geboren. Sein Vater war ein gebürtiger ungarischer Jude, seine jüdische Mutter Leah Cohen war aus Polen nach England eingewandert. 1904 starb Leopold Deutsch bei einem Unfall und das Geschäft wurde von dessen Bruder Adolf Brenner unter dem Namen Deutsch and Brenner weitergeführt. Deutsch besuchte die King Edward Grammar School in Birmingham, bevor er in den Familienbetrieb einstieg.
1920 verließ Deutsch das Unternehmen seiner Familie und gründete stattdessen mit zwei ehemaligen Schulfreunden, den später erfolgreichen Filmproduzenten Michael Balcon und Victor Saville, das Filmunternehmen Victory Motion Pictures Ltd., das in den Midlands als Filmverleih für C. M. Woolfs und John Freedmans W & F Film Service agierte. Als 1923 Balcon und Saville nach London gingen, kofinanzierte Deutsch ihre erste Filmproduktion Weib gegen Weib, die den Beginn von Alfred Hitchcocks Filmkarriere darstellte.

### Aufbau der Odeon-Kinokette
Weib gegen Weib blieb Deutschs einziger Versuch, sich direkt an einer Filmproduktion zu beteiligen. Er zog es stattdessen vor, in Birmingham als Filmverleiher und Filmvorführer aufzutreten. 1925 übernahm Oscar Deutsch gemeinsam mit Reginald Noakes das Crown Cinema in Coventry, dem bald weitere Erwerbungen folgten. Im Februar 1928 schloss sich Deutsch mit einigen Unternehmern zusammen, um ein neues Kinogebäude in Brierley Hill, West Midlands zu errichten. Das Brierley Hill Picture House, ein bescheidener Ziegelbau mit weniger als 1000 Sitzplätzen, wurde am 1. Oktober 1928 eröffnet.
Einen weiteren Neubau plante Deutsch in seiner Heimatstadt Birmingham. Um das neue Kino von der lokalen Konkurrenz abzuheben, wurde der Name „Odeon“ für das Gebäude gewählt. Der Begriff war in anderen Ländern bereits eine gängige Bezeichnung für Filmtheater, Deutschs Kino im Birminghamer Stadtteil Perry Barr war aber das erste in England, das diesen Namen trug. In den 1930er Jahren wurde der Name ODEON zu einem Backronym, das dem Werbeslogan „Oscar Deutsch Entertains Our Nation“ gleichgesetzt wurde.

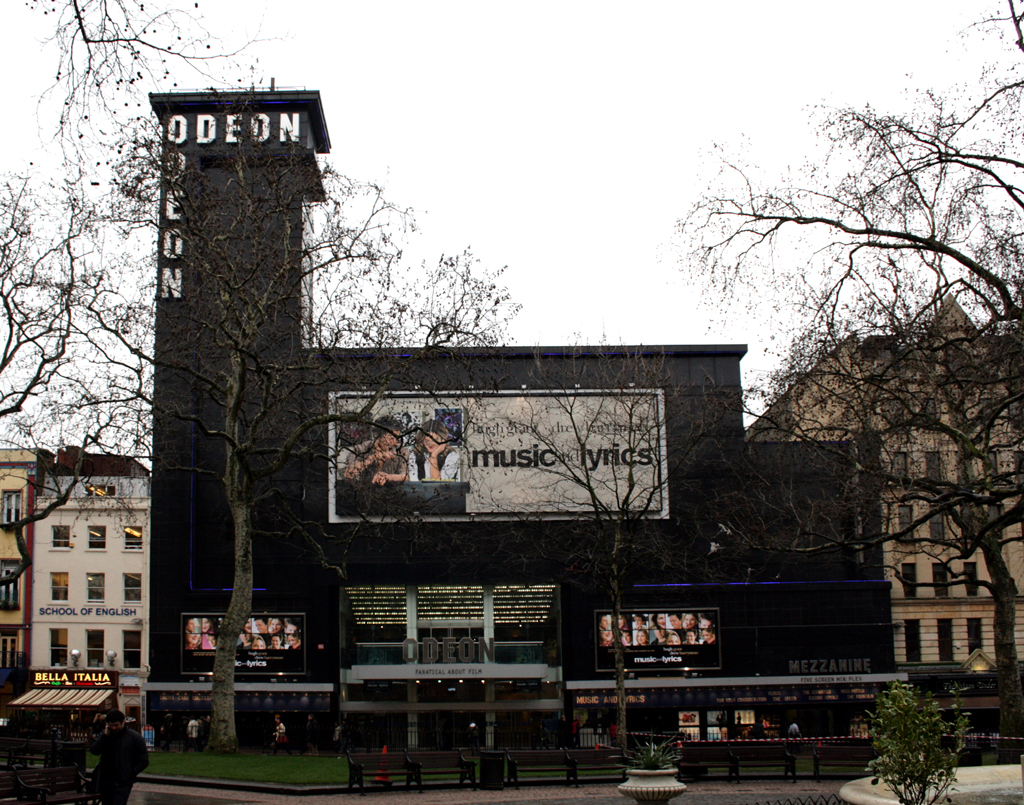
Das Odeon Leicester Square (2007)

Im März 1931 fasste Oscar Deutsch seine Kinos in dem Unternehmen Cinema Service Ltd. zusammen. Im selben Jahr wurde er Vorsitzender der nationalen Cinematograph Exhibitors’ Association für die Midlands. 1933 benannte Deutsch das Unternehmen schließlich Odeon Cinemas. Zu diesem Zeitpunkt war die Zahl seiner Filmtheater auf 26 angewachsen und bildete damit die achtgrößte britische Kinokette. Anders als seine Konkurrenten ließ Deutsch seine Odeons in den Vororten der britischen Städte errichten. Hier sprach er mit seinen prunkvollen Bauten die Mittelschicht an, die er als neue Zielgruppe für Filmvorführungen gewinnen konnte. Zuvor war das Kino vor allem als günstige Unterhaltungsform für die Unterschicht angesehen.
Architektonisch orientierten sich die Odeons an der Klassischen Moderne, viele Kinos wurden im Art-déco-Stil errichtet. Zu dem führenden Architekten von Deutschs Kinobauten wurde Harry Weedon, der sich an Erich Mendelsohns Arbeiten orientierte. Prägend für den sogenannten „Odeon-Stil“ waren geschlossene Häuserblöcke mit aufsteigenden Türmen und außen angebrachter Neonbeleuchtung, die die Umrisse des Kinos auch nach Einbruch der Nacht wiedergaben. Weedon war auch für den Bau des Odeon Leicester Square verantwortlich, das 1937 als das Flaggschiff der Odeon-Kinokette im Londoner West End eröffnet wurde und auch heute noch eines der bedeutendsten Uraufführungskinos im Vereinigten Königreich ist.

### Expansion und früher Tod
Innerhalb weniger Jahre stieg Oscar Deutsch zum drittgrößten Kinobetreiber im Vereinigten Königreich auf. 1936 besaß er 146 Kinos, 1937 kamen weitere 36 Odeons hinzu. Zusätzlich übernahm Deutsch die County-Kinokette sowie die schottischen Singleton-Kinos. Anfang der 1940er Jahre zählten bereits mehr als 300 Filmtheater zur Odeon-Kette. Das Wachstum der Odeon-Kinokette war verbunden mit der Gründung einer neuen Muttergesellschaft, der Odeon Theatres Ltd., und mit dem Einstieg weiterer Geldgeber in das Unternehmen. 1935 erwarb die US-amerikanische Filmgesellschaft United Artists Anteile von Odeon, was Deutsch die Möglichkeit gab, hochwertige Produktionen wie jene von Alexander Korda zeigen zu können. 1938 stieg der britische Filmunternehmer J. Arthur Rank bei dem Unternehmen ein. Oscar Deutsch bestimmte aber auch weiterhin die Firmenpolitik. Als er vor dem Zweiten Weltkrieg plante, die Paramount-Kinokette zu übernehmen, stand Odeon auf einer Stufe mit den länger etablierten Ketten von Gaumont und Associated British Cinemas (ABC Cinemas).
1918 heiratete Oscar Deutsch Lily Tanchan. Seine Ehefrau beriet ihn u. a. bei der Farbgestaltung der Kino-Innenräume. Aus der Verbindung mit Tanchan stammten drei Söhne, darunter der Filmproduzent David Deutsch (1926–1991). Oscar Deutsch lebte abwechselnd in London und in Birmingham. In seiner Heimatstadt war er Präsident der Singers Hill Synagogue. Deutsch galt Ende der 1930er Jahre als Befürworter der Wiederaufrüstung und half später gemeinsam mit Sir Michael Bruce bei der Evakuierung von Juden aus dem nationalsozialistischen Deutschland.
Deutsch war zeit seines Lebens kränkelnd, was aber vor der Öffentlichkeit verheimlicht wurde. In den späten 1920er Jahren überstand er eine Krebsoperation und folgte fortan einer strikten Diät. 1941 erlag er im Alter von 48 Jahren in einer Londoner Klinik den Folgen einer Krebserkrankung. Zuvor hatte er Verletzungen durch einen Bombeneinschlag erlitten.
Seine Witwe verkaufte die Anteile an Odeon Theatres an J. Arthur Rank, die Odeon-Kinos wurden somit Teil der Rank Organisation. Nach weiteren Besitzerwechseln und einer Verschmelzung mit United Cinemas International im Jahr 2004 gilt Odeon-UCI heute als die größte europäische Kinokette.